# Gérard Arseguel
Gérard Arseguel, né le 26 février 1938 à Toulouse, et mort le 29 février 2020 à Thèze, est un poète français.

## Biographie
Gérard Arseguel habitait à Thèze dans les Alpes-de-Haute-Provence. 
Il enseignait le français et le latin au lycée Paul-Arène de Sisteron. Il a collaboré avec différentes revues littéraires, comme Les Cahiers du Sud ou La Nouvelle Revue française. Il est également cofondateur d'une revue, Mantéia. Il publie à Marseille, en 1958, ses premiers poèmes dans Action Poétique, la revue de poésie d’Henri Deluy. Ces œuvres font l'objet ensuite, régulièrement, d'éditions à partir de la seconde moitié des années 1970, dans des maisons d'éditions telles que Christian Bourgois Éditeur, Éditions Flammarion (collection Poésie), Fissile Éditions, Éditions Tarabuste, etc. ,. Il meurt le 29 février 2020,.

## Œuvres
- Décharges, Paris, Christian Bourgois Éditeur, coll. « Gramma », 1979, 176 p.  (ISBN 2-267-00188-8)
- Une méthode de discours sur la lumière, Paris, Christian Bourgois Éditeur, coll. « Gramma », 1979, 79 p. (BNF 34622597)
- Les Bleus du procédé, Saint-Julien-du-Sault, France, Éditions F.P. Lobies, 1981, 46 p.  (ISBN 2-86475-103-8)
- Messes basses pour Mousba, Bordeaux, France, Éditions Passage, 1982, n.p. (BNF 34854916)
- L’Arrivée sur le littoral , Saint-Julien-du-Sault, France, Éditions F.P. Lobies, 1984, 33 p.  (ISBN 2-86475-120-8)
- Les Malheurs de Sophie, Bordeaux, France, Éditions Passage, 1984, 16 p.  (ISBN 2-905391-04-9)
- Ce que parler veut dire, Plombières-les-Dijon, France, Éditions Ulysse fin de siècle, 1987, 20 p.  (ISBN 2-908007-02-9)
- Portrait du cœur sous les nuages, Paris, Éditions Flammarion, coll. « Poésie », 1988, 143 p.  (ISBN 2-08-066155-8)
- À feu doux : House poetry, Plombières-les-Dijon, France, Éditions Ulysse fin de siècle, 1990, 93 p.  (ISBN 2-908007-20-7)
- Une Katabase, de l'intuition comme force de déplacement, avec Jean-Jacques Ceccarelli, Marseille, France, Le Cahier du Refuge no 20 avril 1992, CipM Centre International de Poésie de Marseille.
- Suivie du bleu, ill. de Victor Gray, Toulouse, France, Éditions Étant donnés, 1993, 26 p. (BNF 35693653)
- Bruit d’ailes, dess. de Claude Boutterin, Brax, France, Les Cahiers de l'atelier, 1995, 40 p.  (ISBN 2-910848-01-9)
- Heures d'hiver, ill. de Bernard Carlier, Crest, France, Éditions La Sétérée, 1997, 37 p. (BNF 36192515)
- Théorie de l’envol, Saint-Benoît-du-Sault, France, Éditions Tarabuste, coll. « Doute BAT », 1996, 76 p.  (ISBN 2-908138-46-8)
- Ça s’est passé en Haute-Provence, avec Jacques-Pierre Amée, Gérard Arseguel, Blanche Bibaut, Marseille, France, Éditions Autres Temps, 1997, 185 p.  (ISBN 2-911873-24-6)
- Esthétique de l’abandon, Saint-Benoît-du-Sault, France, Éditions Tarabuste, coll. « Doute BAT », 2001, 43 p.  (ISBN 2-84587-016-7)
- Le Journal du bord de terre : déclinaison, Plombières-les-Dijon, France, Éditions Ulysse fin de siècle/Virgile, 2003, 77 p.  (ISBN 2-908007-63-0)
- L’Almanach des montagnes, Les Cabannes, France, Fissile Éditions, coll. « Cendrier du voyage », 2006, 63 p.  (ISBN 2-916164-07-3)
- Âme, de quel divin !, Les Cabannes, France, Fissile Éditions, coll. « Cendrier du voyage », 2008, 39 p. (BNF 41329551)
- Messes basses pour Mousba, Les Cabannes, France, Fissile Éditions, coll. « Maigre », 2012, 14 p.  (ISBN 978-2-916164-59-5)
- Autobiographie du bras gauche, suivi de Esthétique de l’abandon et de Théorie de l’envol, Saint-Benoît-du-Sault, France, Éditions Tarabuste, coll. « Reprises », 2017, 111 p.  (ISBN 978-2-84587-367-4)
- Le petit bois qu'aimait Gérard, Marseille, France, Mettray Éditions, 2017, 112 p.  (ISBN 978-2-9544096-2-7)
- La Sainte, avec Chantal Giraud Cauchy, Forcalquier, France, Éditions Archétype, 2019, (BNF 45722578)
- Le Campanile de Sambuco, Éditions Larifla !, 2019[4]